# Bleek dikkopmos
Bleek dikkopmos (Brachythecium albicans) is een soort uit de dikkopmosfamilie (Brachytheciaceae). Het is een algemeen mos op bij voorkeur iets verrijkte zandgrond in allerlei korte, grazige vegetatie, vooral op plaatsen waar dikwijls verstoring optreedt. 

## Determinatie
Uiterlijke kenmerken
Bleek dikkopmos groeit in losse graszoden met witgroen gekleurde, slanke planten. De stengels en takken zijn ook in vochtige toestand aangekleefd met bladeren en lijken daarom op snoer- tot draadvormige structuren. De stengels groeien omhoog of kruipen en zijn onregelmatig vertakt. Ze vormen slechts weinig rizoïden. De takken worden 0,5–1,5 cm lang en vertakken weinig. De dicht op elkaar staande, eivormige bladeren die plotseling in een lange, fijne, maar niet gedraaide punt uitlopen, liggen als dakpannen langs de stengel, zowel in droge als vochtige toestand. Aan de basis van het blad lopen ze naar beneden langs de stengel. Vaak hebben ze een of meer plooien vlak bij de bladrand. De bladranden zijn gaaf of zelden fijn gezaagd aan de top. De stengelbladeren worden tot 2,8 mm lang, de takbladeren tot 2 mm. 
De rijping van sporen vindt meestal plaats in de winter. De gladde, roodbruin gekleurde seta wordt 12–20 mm lang. De ietwat gebogen, cilindrisch gevormde sporenkapsels staan schuin of horizontaal en zijn tot 2 mm lang.
Microscopische kenmerken
De lineaire bladcellen zijn prosenchymatisch en worden 40–80 µm lang en 6–10 µm breed. Aan de basis van het blad zijn ze verbreed en hebben ze een ruitvorm.

## Verspreiding
Het mos heeft een circumboreaal verspreidingsgebied, waarvan de grenzen zijn in het noorden van de Noordpool, in het zuiden van Noord-Afrika, in de oost-zuidwestelijke delen van Azië en in het westen van Noord-Amerika. Het is door mensen geïntroduceerd in Australië en Nieuw-Zeeland. 
In Nederland komt bleek dikkopmos zeer algemeen voor. Het is niet bedreigd en staat niet op de rode lijst. Het is zeer algemeen in kust- en rivierduinen en op de pleistocene zandgronden. Daarnaast komt het overal voor waar zand is opgebracht voor aanleg van wegen en spoorlijnen of nieuwbouw. Ook kan het voorkomen op grinddaken en op droge ruderale plekken.

## Fotogalerij

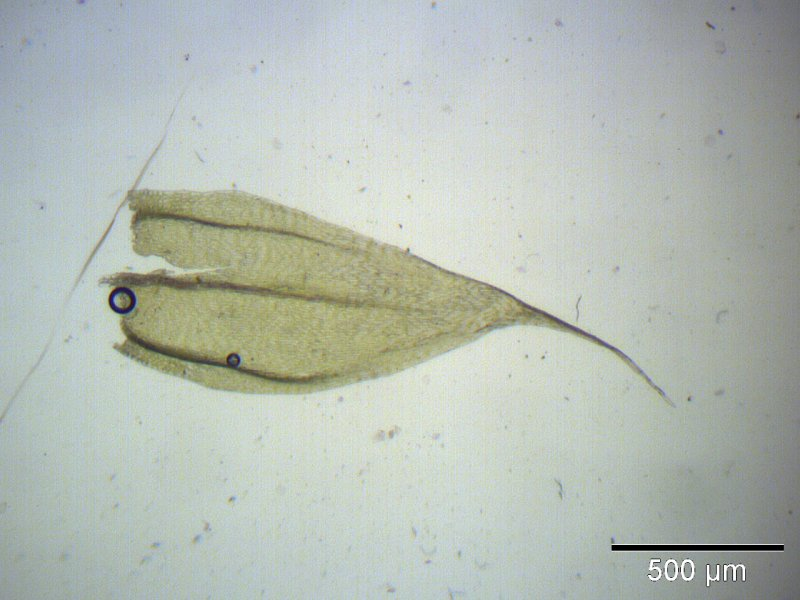
Blad 40x vergroot
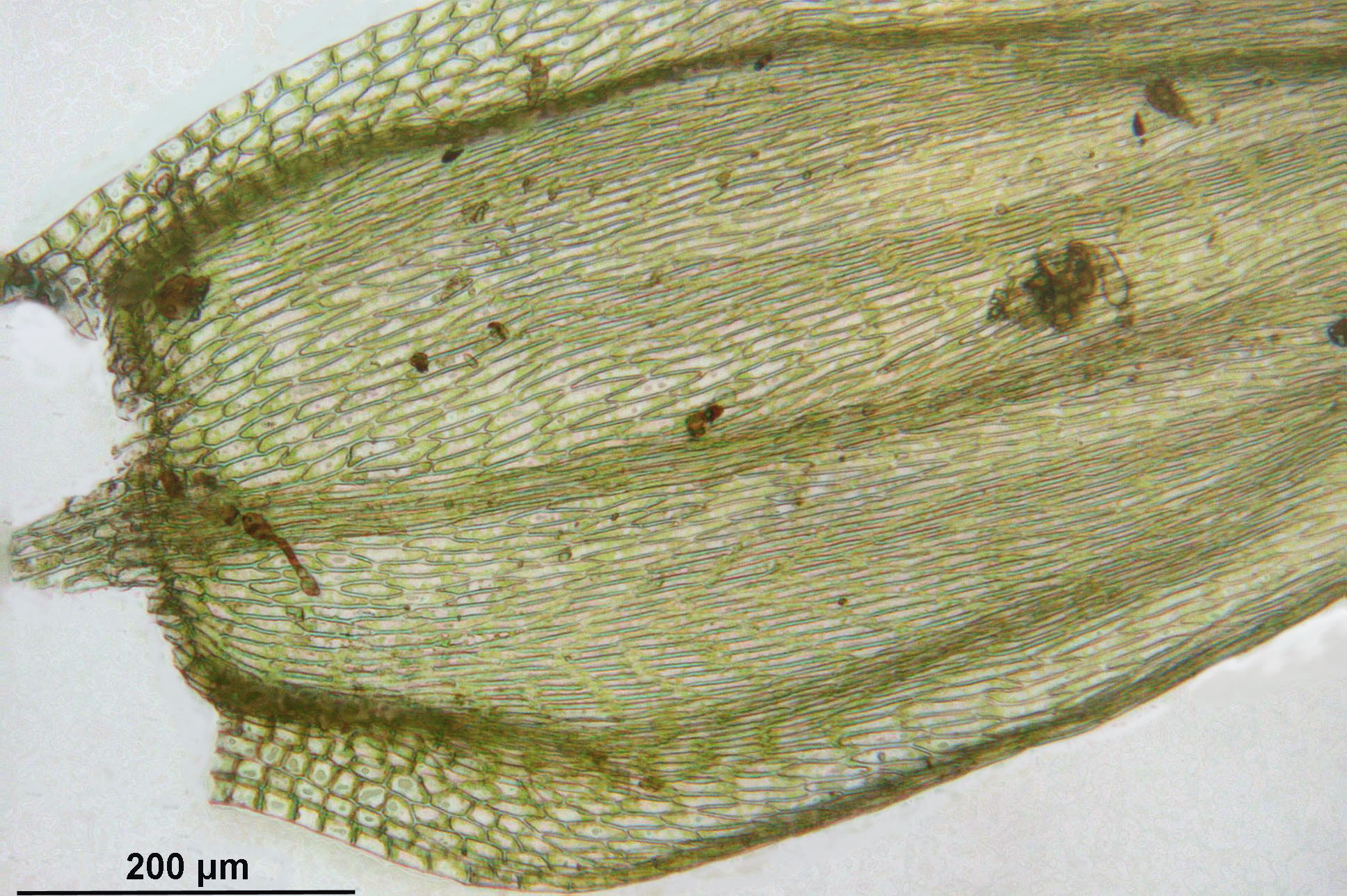
Bladvoet en hoekcelgroepen
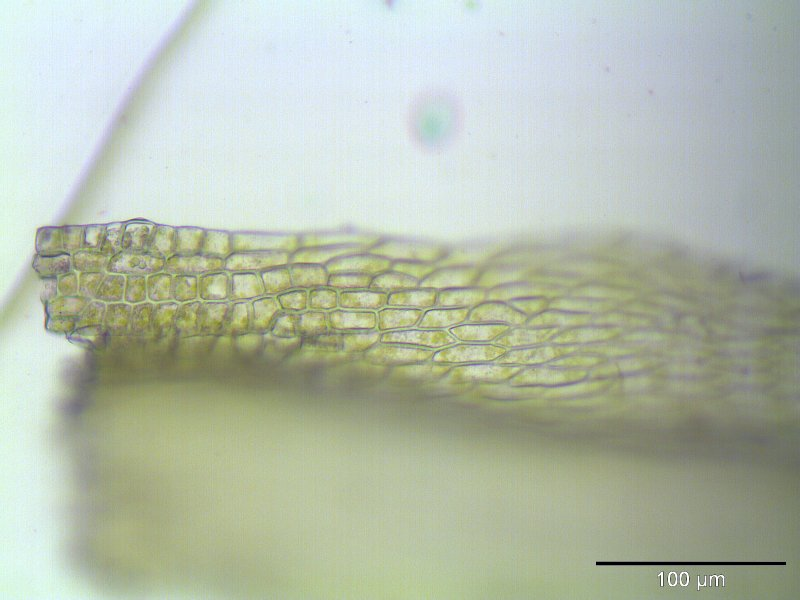
Bladrand
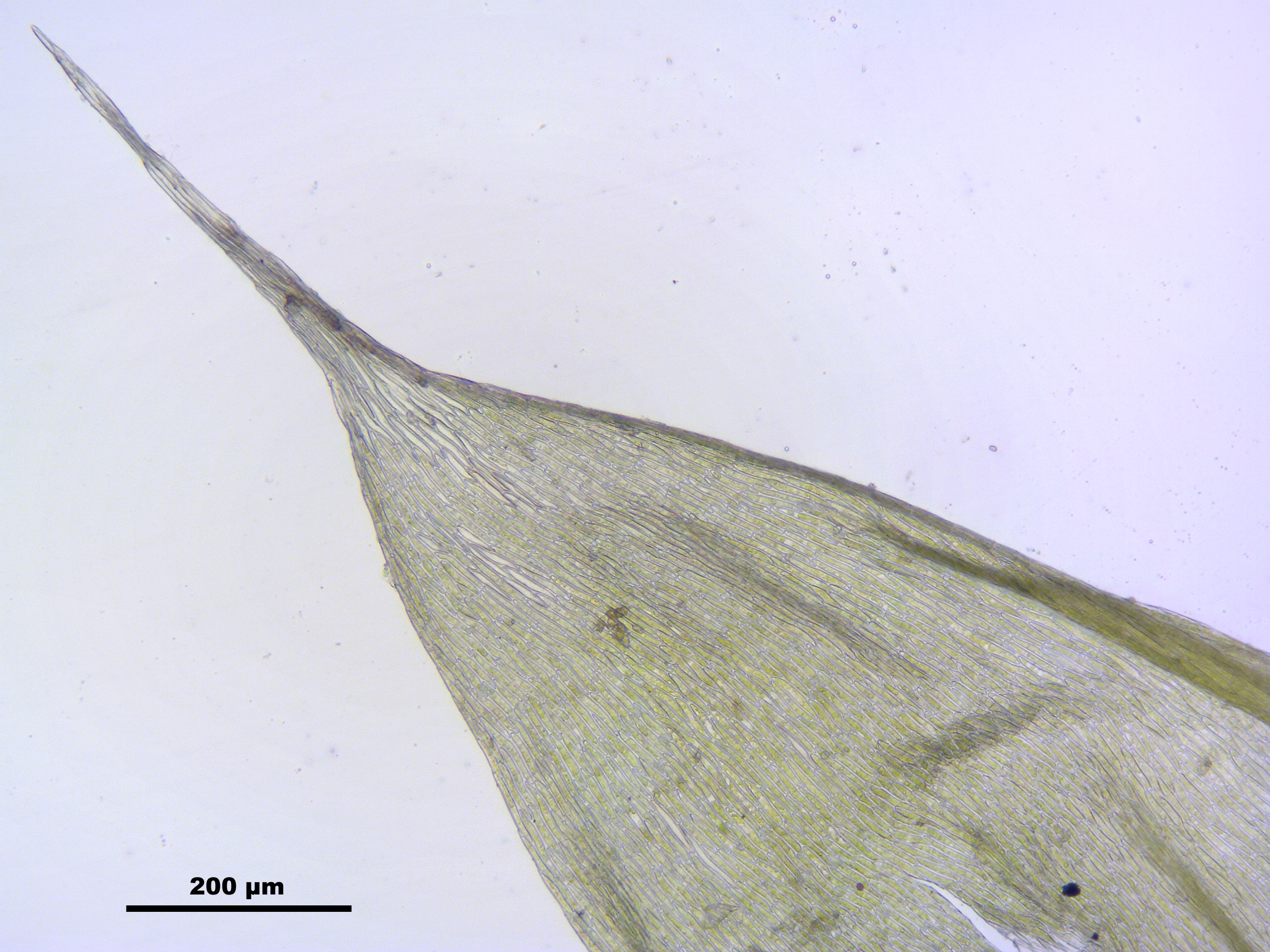
Bladpunt

... · B. albicans (bleek dikkopmos) · B. campestre (velddikkopmos) · B. glareosum (kalkdikkopmos) · B. laetum (rotsdikkopmos) · B. mildeanum (moerasdikkopmos) · B. oedipodium (ijl dikkopmos) · B. plumosum (oeverdikkopmos) · B. populeum (penseeldikkopmos) · B. reflexum (gekromd dikkopmos) · B. rivulare (beekdikkopmos) · B. rutabulum (gewoon dikkopmos) · B. salebrosum (glad dikkopmos) · B. tenuicaule (haardikkopmos) · B. velutinum (fluweelmos) · ...